# Клячин, Сергей Николаевич
Серге́й Никола́евич Кля́чин (20 ноября 1986, Чайковский, Пермская область, РСФСР, СССР) — российский биатлонист. Мастер спорта России. Бронзовый призёр чемпионата Европы 2012 года в спринте. Двукратный победитель зимней Универсиады. Чемпион мира по летнему биатлону 2015 года в смешанной эстафете.
Личный тренер — И. А. Каринцев.

## Спортивная карьера

### Российские соревнования
- Чемпион России 2009 года в эстафете.
- В сезоне 2012/2013 на турнире Ижевская винтовка победил в спринте[2].
- Серебряный призёр Чемпионата России 2015 в спринте.
- Чемпион России 2015 года в пасьюте.

### Карьера в Кубке IBU
Сезон 2011—2012
- В Эстерсунде 27 ноября 2011 года состоялся дебют — 20 место в спринтерской гонке.
- На следующем этапе 10 декабря 2011 года в индивидуальной гонке занял третье место.
- В смешанной эстафете, впервые проводившейся в рамках кубка IBU, вместе с Загоруйко, Шумиловой и Васильевым выиграл 1 место, несмотря на 6 промахов при стрельбе стоя[3].
- В общем зачёте после трех этапов со 170 очками занимал 3 место[4].

### Карьера в Кубке мира
- Дебютировал в Кубке мира в сезоне 2011/2012 на этапе в Ханты-Мансийске в спринте 16 марта. Первые очки набрал в сезоне 2012/2013 на этапе в Сочи.

| 2012/13 Итоги | 2012/13 Итоги | Эстерсунд | Эстерсунд | Эстерсунд | Эстерсунд | Хохфильцен | Хохфильцен | Хохфильцен | Поклюка | Поклюка | Поклюка | Оберхоф | Оберхоф | Оберхоф | Рупольдинг | Рупольдинг | Рупольдинг | Антхольц | Антхольц | Антхольц | ЧМ Нове-Место | ЧМ Нове-Место | ЧМ Нове-Место | ЧМ Нове-Место | ЧМ Нове-Место | ЧМ Нове-Место | Холменколлен | Холменколлен | Холменколлен | Сочи | Сочи | Сочи | Ханты-Мансийск | Ханты-Мансийск | Ханты-Мансийск |
| Очков         | Место         | См        | Инд       | Спр       | Пр        | Спр        | Пр         | Эст        | Спр     | Пр      | МС      | Эст     | Спр     | Пр      | Эст        | Спр        | МС         | Спр      | Пр       | Эст      | См            | Спр           | Пр            | Инд           | Эст           | МС            | Спр          | Пр           | МС           | Инд  | Спр  | Эст  | Спр            | Пр             | МС             |
| 3             | 97            | —         | —         | —         | —         | —          | —          | —          | —       | —       | —       | —       | —       | —       | —          | —          | —          | —        | —        | —        | —             | —             | —             | —             | —             | —             | —            | —            | —            | 38   | 50   | —    | —              | —              | —              |

| 2011/12 Итоги | 2011/12 Итоги | Эстерсунд | Эстерсунд | Эстерсунд | Хохфильцен | Хохфильцен | Хохфильцен | Хохфильцен | Хохфильцен | Хохфильцен | Оберхоф | Оберхоф | Оберхоф | Нове-Место | Нове-Место | Нове-Место | Антхольц | Антхольц | Антхольц | Холменколлен | Холменколлен | Холменколлен | Контиолахти | Контиолахти | Контиолахти | ЧМ Рупольдинг | ЧМ Рупольдинг | ЧМ Рупольдинг | ЧМ Рупольдинг | ЧМ Рупольдинг | ЧМ Рупольдинг | Ханты-Мансийск | Ханты-Мансийск | Ханты-Мансийск |
| Очков         | Место         | Инд       | Спр       | Пр        | Спр        | Пр         | Эст        | Спр        | Пр         | См         | Эст     | Спр     | МС      | Инд        | Спр        | Пр         | Спр      | МС       | Эст      | Спр          | Пр           | МС           | Спр         | Пр          | См          | См            | Спр           | Пр            | Инд           | Эст           | МС            | Спр            | Пр             | МС             |
| —             | —             | —         | —         | —         | —          | —          | —          | —          | —          | —          | —       | —       | —       | —          | —          | —          | —        | —        | —        | —            | —            | —            | —           | —           | —           | —             | —             | —             | —             | —             | —             | 48             | 46             | —              |

## Награды
- Благодарность Президента Российской Федерации (24 декабря 2013 года) — за высокие спортивные достижения на XXVI Всемирной зимней Универсиаде 2013 года в городе Трентино (Италия)[5]